# Pterostichus strigosulus
Pterostichus strigosulus är en skalbaggsart som beskrevs av Thomas Casey. Pterostichus strigosulus ingår i släktet Pterostichus och familjen jordlöpare. Inga underarter finns listade i Catalogue of Life.